# Grand Prix automobile de France 1907
 (mars 2025).
Si vous disposez d'ouvrages ou d'articles de référence ou si vous connaissez des sites web de qualité traitant du thème abordé ici, merci de compléter l'article en donnant les références utiles à sa vérifiabilité et en les liant à la section « Notes et références ».

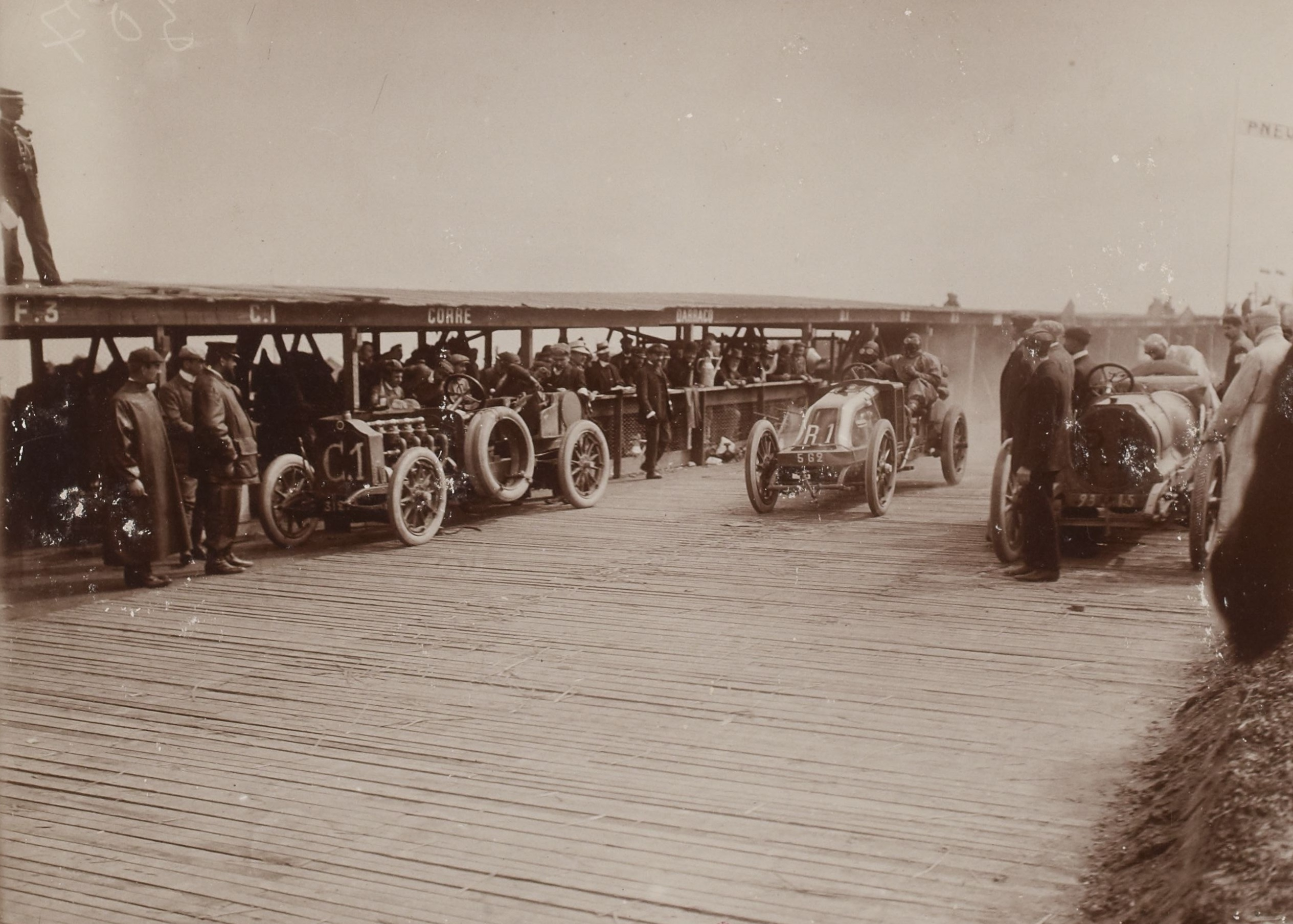
Les stands du Grand Prix (R1 Szisz, C1 Collomb).

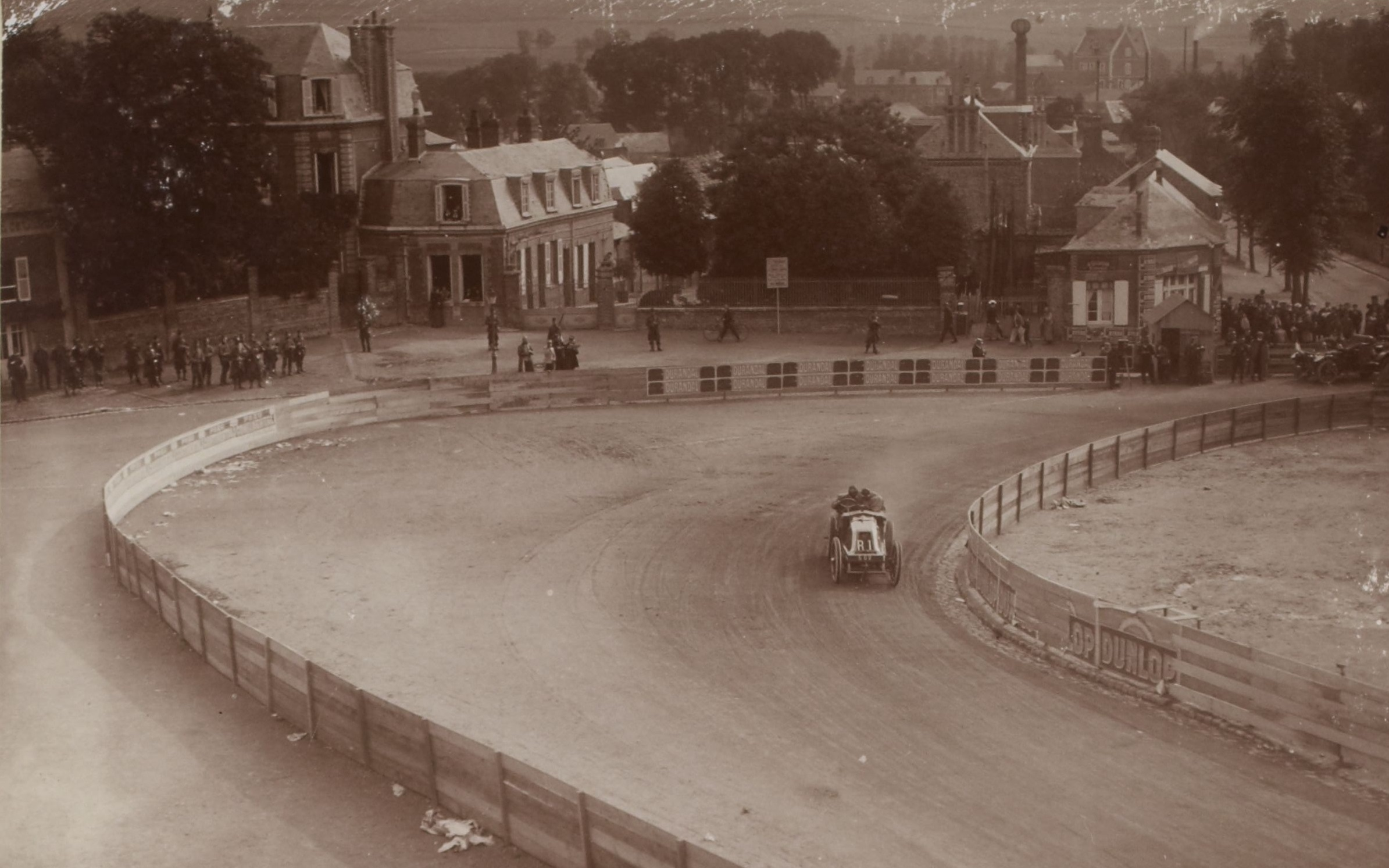
Le concurrent R1...

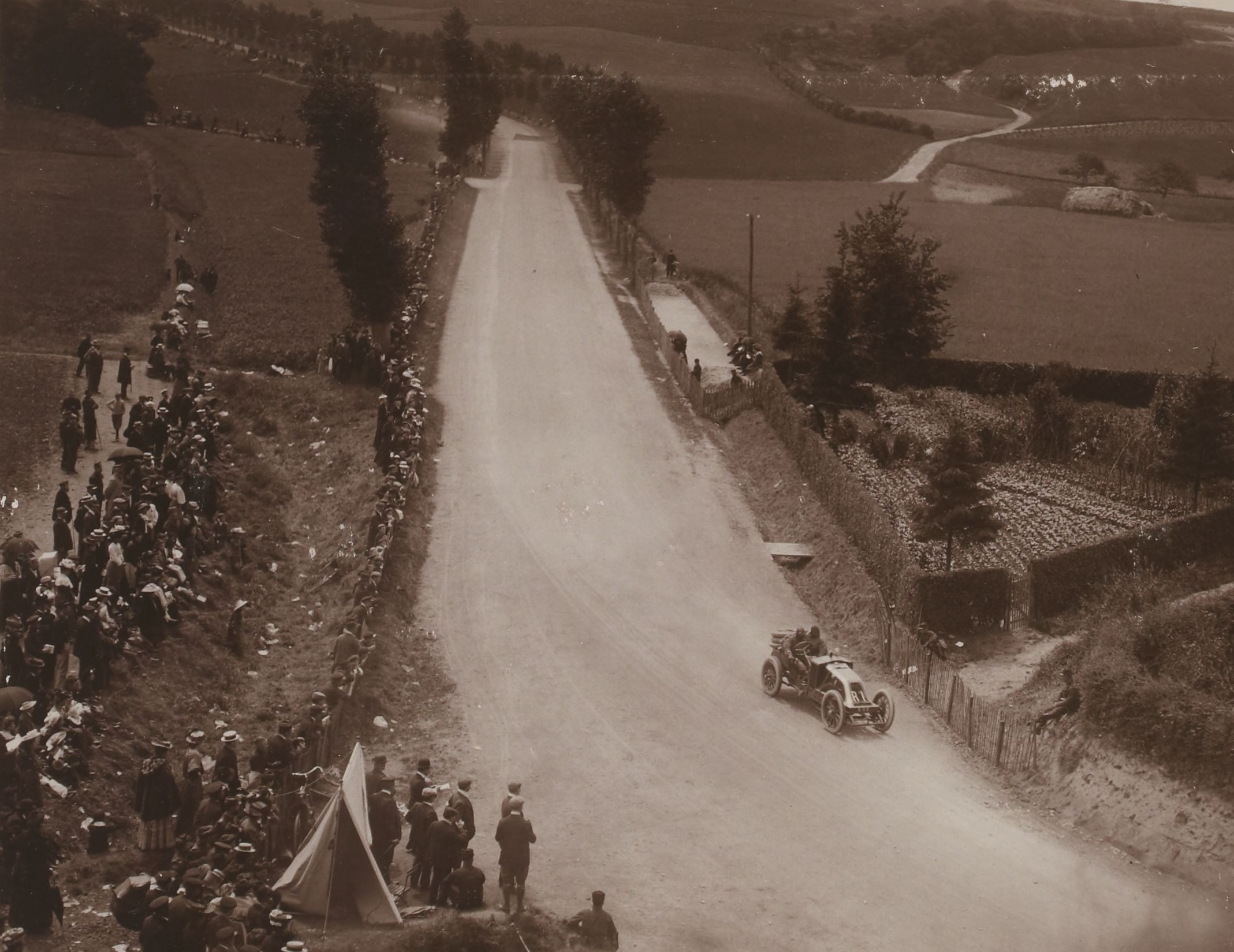
...ici en course (2e finalement sur l'AK).

Le Grand Prix automobile de France 1907 est un Grand Prix organisé par l'Automobile Club de France qui s'est tenu à Dieppe le 2 juillet 1907.
Albert Clément se tue dans un accident avec sa Clément-Bayard de 200 hp pendant les entraînements. Il sera remplacé pour la course par Alezy.

## Classement
| Pos. | no  | Pilote                      | Châssis           | Tours | Temps/Abandon       | Ordre de départ |
| ---- | --- | --------------------------- | ----------------- | ----- | ------------------- | --------------- |
| 1    | F2  | Felice Nazzaro              | Fiat 130 HP Corsa | 10    | 6 h 46 min 33 s     | 17              |
| 2    | R1  | Ferenc Szisz                | Renault AK        | 10    | + 6 min 37 s 6      | 9               |
| 3    | B2  | Paul Baras                  | Brasier           | 10    | + 18 min 32 s 6     | 27              |
| 4    | LD3 | Fernand Gabriel             | Lorraine-Dietrich | 10    | + 25 min 6 s        | 19              |
| 5    | D3  | Victor Rigal                | Darracq           | 10    | + 26 min 3 s 4      | 29              |
| 6    | D2  | Gustave Caillois            | Darracq           | 10    | + 29 min 25 s 6     | 18              |
| 7    | B1  | Jules Barillier             | Brasier           | 10    | + 41 min 21 s       | 16              |
| 8    | BC1 | Pierre Garcet               | Clément-Bayard    | 10    | + 47 min 44 s       | 7               |
| 9    | BC3 | Elliot Fitch Shepard Junior | Clément-Bayard    | 10    | + 53 min 23 s 2     | 31              |
| 10   | M3  | Victor Hémery               | Mercedes          | 10    | + 1 h 38 min 52 s   | 36              |
| 11   | MB3 | « Courtade »                | Motobloc          | 10    | + 2 h 2 min 0 s 6   | 32              |
| 12   | B3  | Paul Bablot                 | Brasier           | 10    | + 2 h 26 min 26 s 6 | 37              |
| 13   | R3  | Claude Richez               | Renault AK        | 10    | + 2 h 44 min 19 s 4 | 33              |
| 14   | GE2 | François Degrais            | Germain           | 10    | + 3 h 4 min 3 s 4   | 23              |
| 15   | GE2 | François-Marie Roch-Brault  | Germain           | 10    | + 3 h 24 min 12 s   | 34              |
| 16   | C1  | Joseph Collomb              | Corre             | 10    | + 3 h 38 min 23 s 7 | 2               |
| 17   | GE1 | « Perpère »                 | Germain           | 10    | + 4 h 7 min 9 s     | 10              |
| Abd. | F1  | Vincenzo Lancia             | Fiat 130 HP Corsa | 9     | Embrayage           | 1               |
| Abd. | M2  | Otto Salzer                 | Mercedes          | 9     |                     | 25              |
| Abd. | LD1 | Arthur Duray                | Lorraine-Dietrich | 8     | Boîte de vitesses   | 4               |
| Abd. | PL3 | « Dutemple »                | Panhard           | 8     |                     | 35              |
| Abd. | M1  | Camille Jenatzy             | Mercedes          | 7     |                     | 13              |
| Abd. | MB1 | Louis Pierron               | Motobloc          | 7     |                     | 8               |
| Abd. | DM1 | Frederic Dufaux             | « Marchand »      | 7     |                     | 6               |
| Abd. | R2  | Henry Farman                | Renault AK        | 7     |                     | 22              |
| Abd. | D1  | René Hanriot                | Darracq           | 6     | Moteur              | 3               |
| Abd. | LD2 | Henri Rougier               | Lorraine-Dietrich | 5     |                     | 30              |
| Abd. | GB1 | Louis Rigolly               | Gobron-Brillié    | 5     |                     | 15              |
| Abd. | W2  | Pryce Harrison              | Weigel            | 5     |                     | 26              |
| Abd. | MB2 | « Page »                    | Weigel            | 5     |                     | 21              |
| Abd. | P1  | Emile Stricker              | Porthos           | 4     | Direction           | 5               |
| Abd. | BC2 | « Alezy »                   | Clément-Bayard    | 4     |                     | 20              |
| Abd. | WC1 | Walter Christie             | Christie          | 4     |                     | 12              |
| Abd. | F3  | Louis Wagner                | Fiat 130 HP Corsa | 3     | Soupape             | 28              |
| Abd. | W1  | Gregor Laxen                | Weigel            | 3     | Roue                | 14              |
| Abd. | PL2 | Hubert Le Blon              | Panhard           | 3     | Pilote blessé       | 24              |
| Abd. | PL1 | George Heath                | Panhard           | 1     | Moteur              | 11              |

- Légende : Abd.=Abandon.

## Galerie d'images avant, et pendant la course

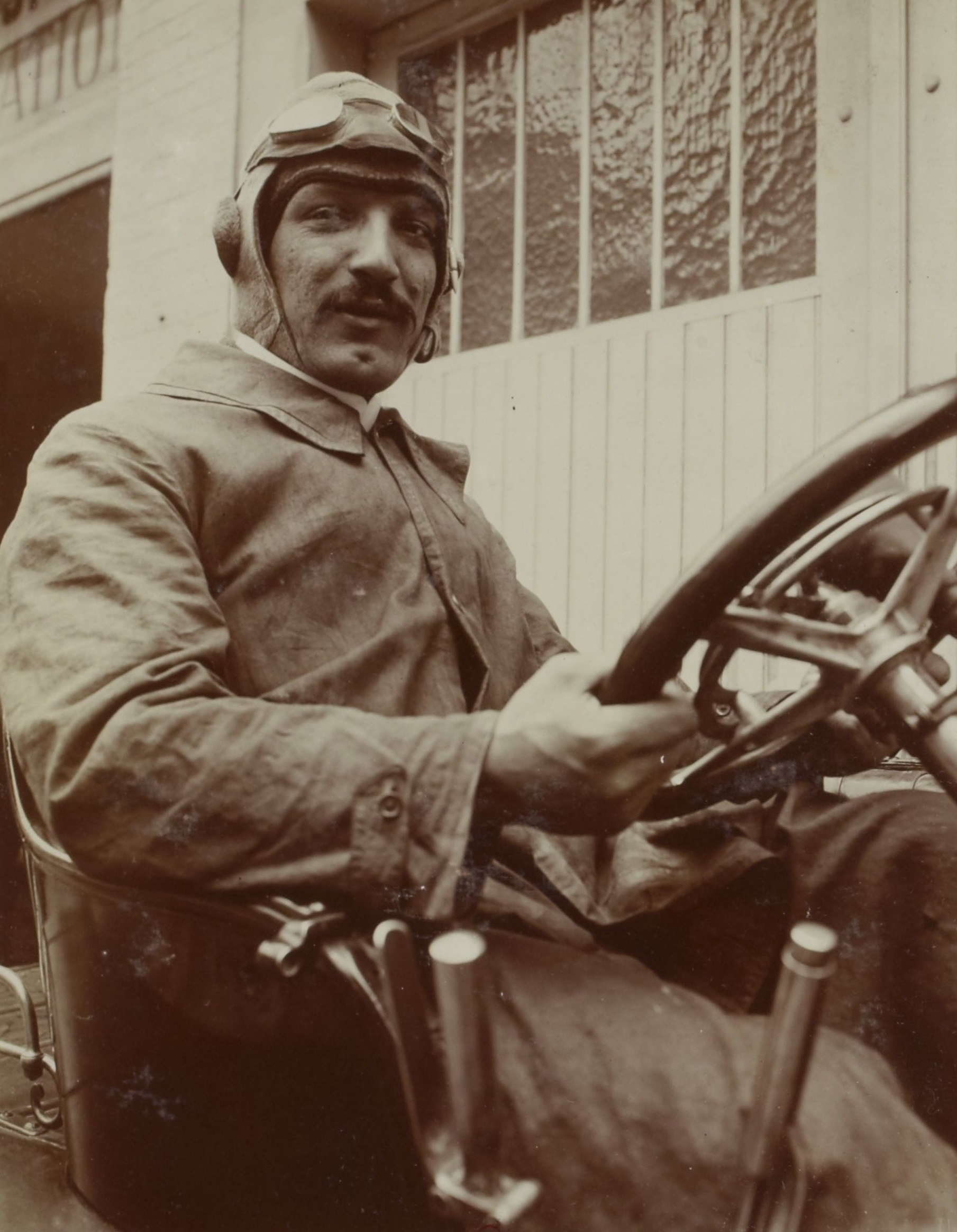
Marius Pin, décédé vers Rambouillet sur Darracq, le 26 mai lors d'essais préliminaires;
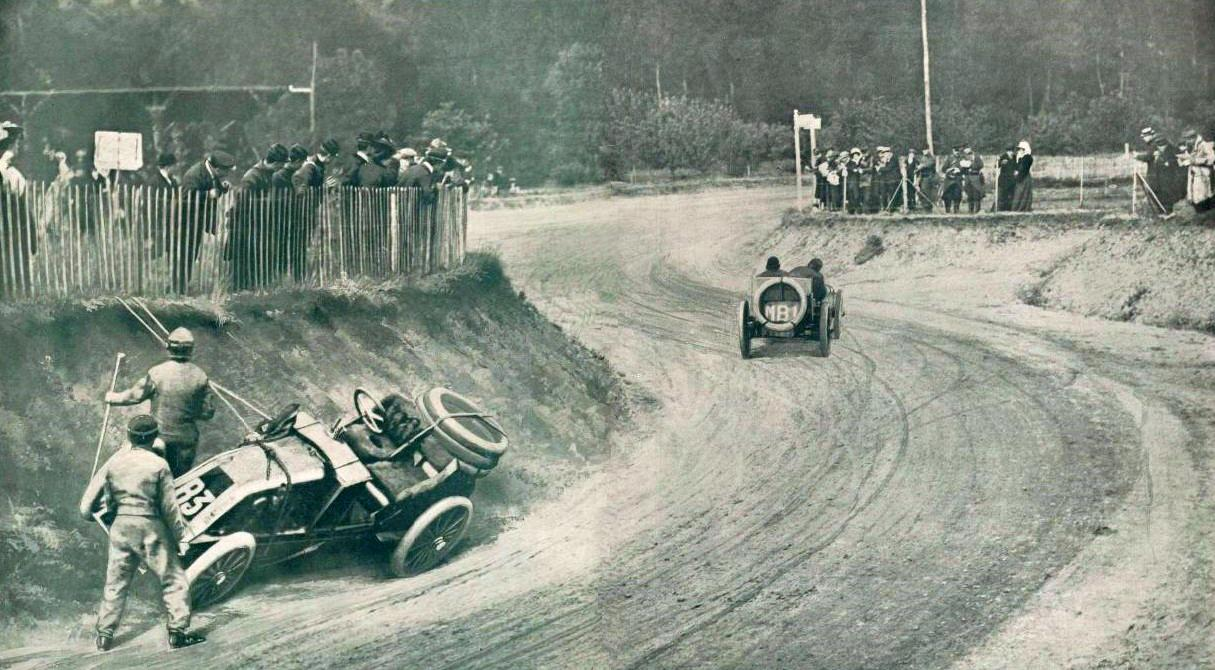
Accident de Richez au virage de Londinières, pour la Coupe de la Commission sportive;
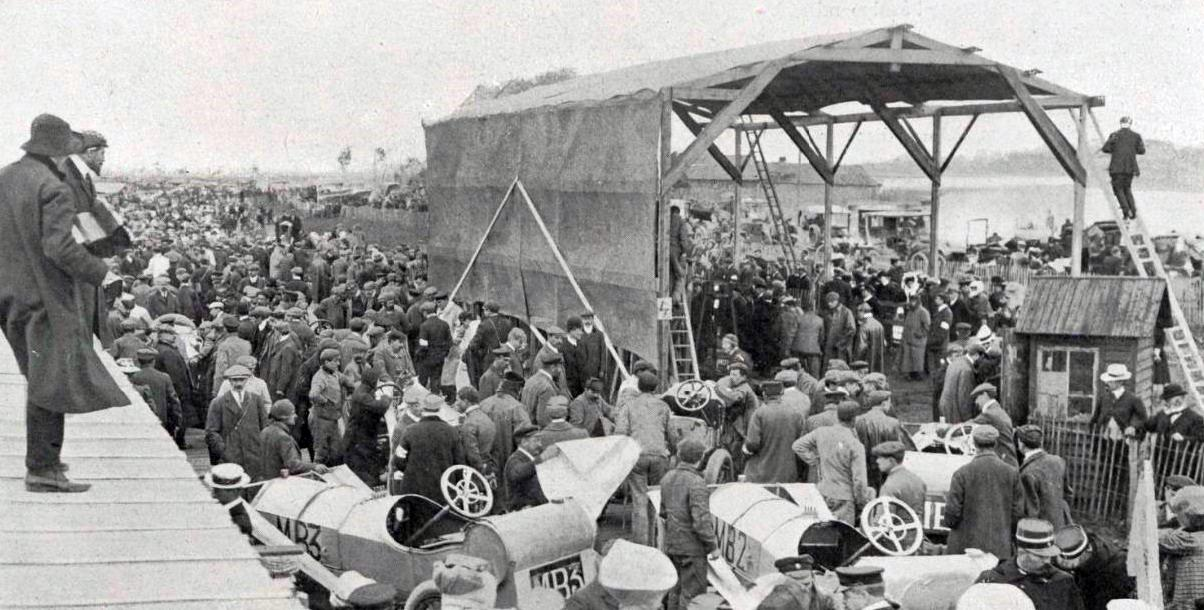
Le pesage des voitures, la veille de l'épreuve;
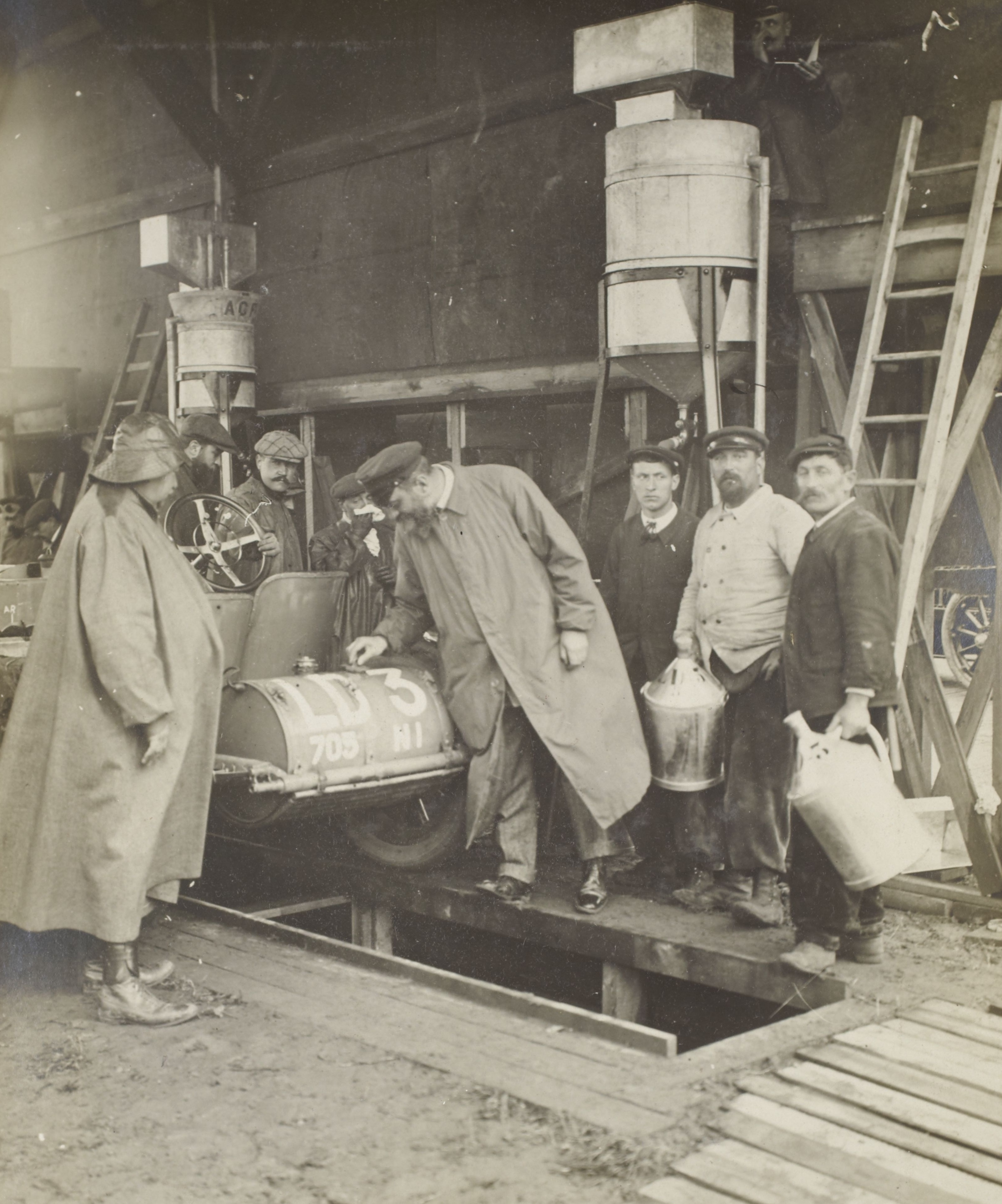
René de Knyff, vérifiant le plombage de la Lorraine-Dietrich de Fernand Gabriel;
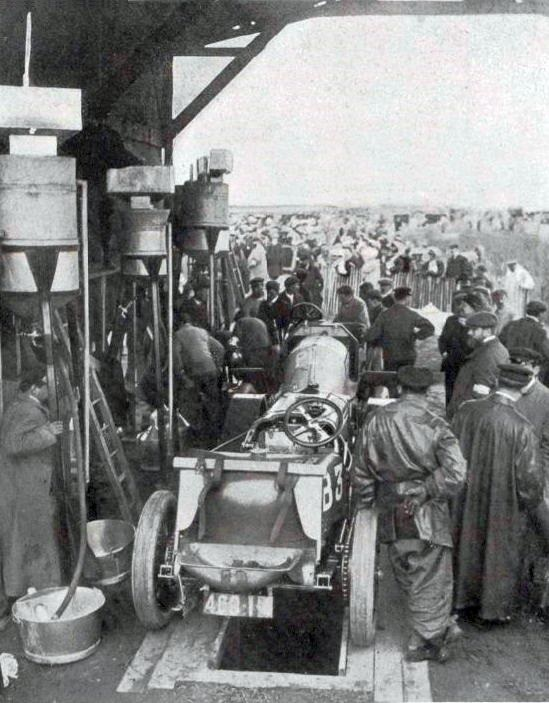
Le plein d'essence pour la Brasier de Paul Bablot;
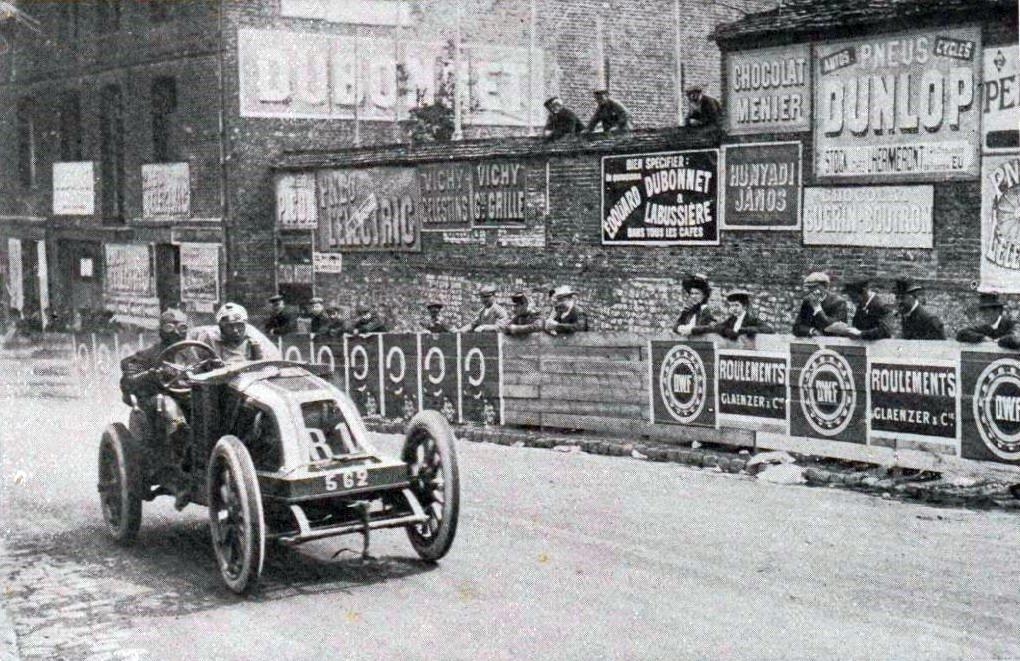
Ferenc Szisz à la sortie d'Eu;
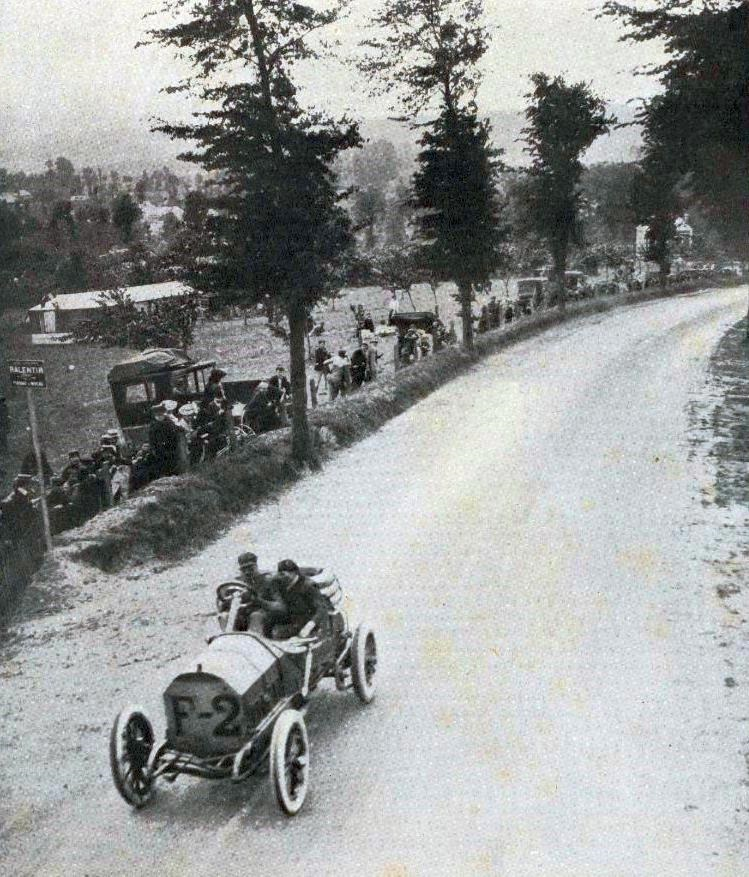
Felice Nazzaro dans la descente de Londinières;
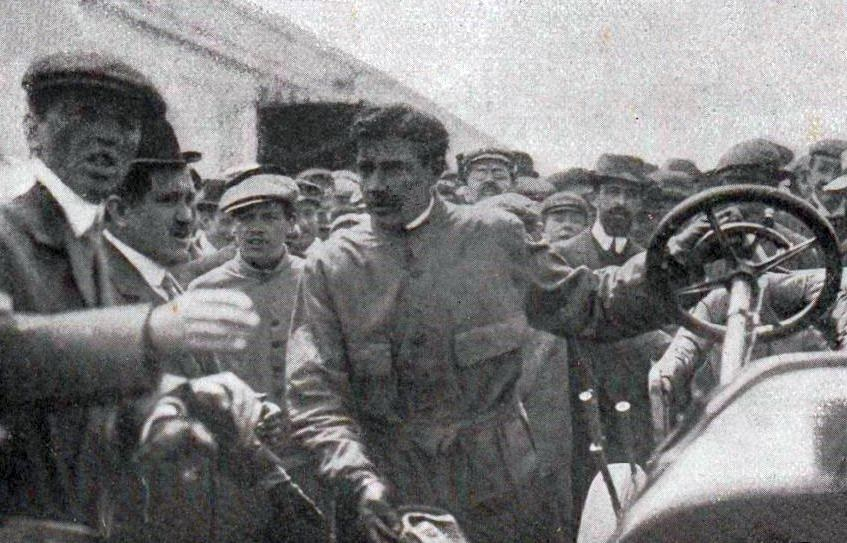
Felice Nazzaro à l'arrivée.

## Pole position et record du tour
- Pole position :  Vincenzo Lancia (Fiat) par tirage au sort.
- Record du tour :  Arthur Duray (Lorraine-Dietrich) en 37 min 59 s 8 (vitesse moyenne : 121,570 km/h) au sixième tour.

## Tours en tête
- Louis Wagner : 3 tours (1-3)
- Arthur Duray : 6 tours (4-9)
- Felice Nazzaro : 1 tour (10)

## Coupe de la Commission sportive
Celle-ci est remportée par De Langhe, sur Darracq.